# リノリウム
リノリウム (linoleum) とは、亜麻仁油（あまにゆ）などの乾性油を加熱酸化させたものに、コルク粉や顔料ほかを混入し麻布に圧着して作る床仕上材である。インテリア素材としても使われる。1863年、イギリスのフレデリック・ウォルトンが発明した。塩化ビニールなどの床材に取って代わられていたが、エコロジーの観点から見直されている。

## 名称
リノリウムの名は、ラテン語: linum（亜麻）と ラテン語: oleum（油）からなるかばん語である。発明者フレデリック・ウォルトン (Frederick Walton) の命名で、当初はカンプティコン (英: Kampticon) と呼んでいたのを改名した。
日本における商標権は、スイスのフォルボ・フィナンシャル・サービス社 (独: Financial Services AG) が保有している。

## 特徴

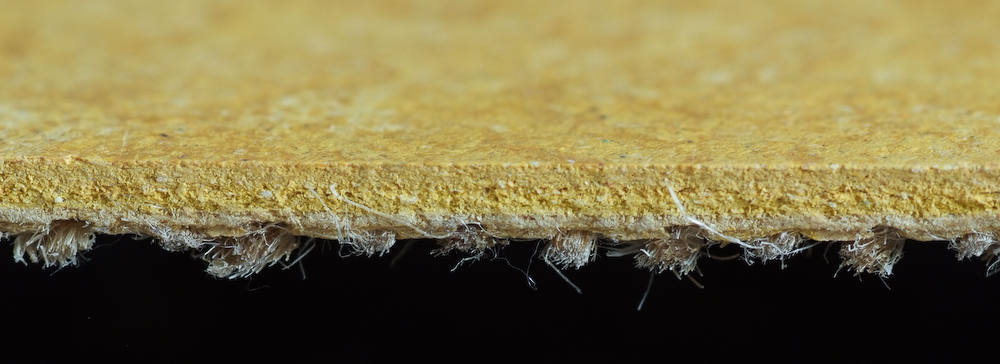
黄色に染めたリノリウムの断面。

リノリウムは天然素材から製造される建材であり、亜麻仁油（あまにゆ）を煮沸・酸化させて作るリノキシンの他に、ジュート（麻）などの植物繊維の他、ロジン・木粉（コルク粉）・石灰石などから製造される。
着色も可能であり、適宜色素を加える場合もある。以上のような原料であるため、施工後少しの間、原料の油分が臭気を残すものの、次第に消失する。
短所として、ポリ塩化ビニル製の建材などに比べて、製造に時間がかかることが挙げられる。また、塩基性の床維持剤や剥離剤を使用すると黄変することがあり、黄変すると回復は非常に困難である。そのため、清掃・維持には中性の物を使用する必要がある。また、表面の油膜が剥がれると浸透性が格段に上がるため、その後の床維持剤の乗りが悪くなることもある。よって、定期作業などの際は硬いパッドは避けた方が良い。
逆に長所としては、天然由来のある種のウィルスに対する抗ウイルス性、ある種の細菌に対する抗菌性、脱臭効果が認められており、それに注目した医療機関や教育施設の床材として使用されることが多い。
また、バレエスタジオやステージの床材として利用されている。バレエは床が滑りすぎると転んでしまうし、滑らなすぎると引っかかって回れないため、適度な摩擦にするのがバレエスタジオにおけるリノリウムの役割とされている。

## 歴史
1860年代に、イギリス人のフレデリック・ウォルトンが発明し、その後、世界中で大量に生産されていった。
日本には、加賀藩の藩士であった寺西福吉（てらにしとみきち）が、アメリカ合衆国から持ち込んだ。寺西は、1919年に「東洋リノリユーム（東リ）」を兵庫県川辺郡伊丹町（後の伊丹市）で創業した。軍艦の甲板などに利用され、日本の軍需産業を支えた。また教育施設などの公共施設の床や、住宅のトイレなどの水回りにも用いられた。ところが、日本では高度経済成長期に、製造に時間のかからないポリ塩化ビニル製の建材などに代えられていった。
しかし、亜麻仁油由来の特定抗ウイルス性と特定抗菌性や、プラスティック使用に伴う環境問題の対策や、シックハウス症候群対策などで再度注目され、21世紀初頭においても、医療機関や教育施設や住宅まで、幅広く世界中で利用されて続けている。リノリウムのメーカーは世界で3社で、全てヨーロッパで生産される。